# 高山市立高根中学校
高山市立高根中学校（たかやましりつ たかねちゅうがっこう）は、岐阜県高山市に存在した公立中学校。

## 概要
- 旧・大野郡高根村の中学校であった。2007年、朝日中学校に統合され廃校。
- 2018年現在、校舎は存在する。校地には高根屋内ゲートボール場が設置されている[1]。

## 沿革
- 1947年（昭和22年）
  - 4月20日 - 高根村立高根中学校として開校。高根小学校[注釈 1]の校舎の一部を仮校舎とする。日和田分校を設置。
  - 5月24日 - 高根小学校第三分校[注釈 2]にて前期中等教育の授業を開始。
- 1949年（昭和24年）
  - 4月 - 仮校舎が完成し、移転。
  - 6月 - 阿多野郷分校を設置（高根小学校第二分校に併設）。
- 1950年（昭和25年）3月10日 - 野麦分校を設置（高根小学校第三分校に併設）。
- 1951年（昭和26年） - 校舎が完成。
- 1956年（昭和31年）4月 - 日和田分校が高根村立日和田中学校として独立（日和田小学校に併設）。
- 1967年（昭和42年） - 新築（鉄筋コンクリート造2階建）移転。
- 1970年（昭和45年）4月1日 - 阿多野郷分校を廃止。
- 1973年（昭和48年）4月1日 - 野麦分校を廃止。
- 2005年（平成17年）2月1日 - 高根村が高山市に編入される。同時に高山市立高根中学校に改称する。
- 2007年（平成19年）3月 - 高山市立朝日中学校に統合され、廃校。